# فلسفه قرن بیستم
فلسفه قرن بیستم شاهد توسعه شماری از مکاتب فلسفی جدید بود که شامل اثبات‌گرایی منطقی، فلسفه تحلیلی، پدیدارشناسی، اگزیستانسیالیسم و پساساختارگرایی. از نظر عصرهای فلسفی، این دوره معمولاً با برچسب فلسفه معاصر شناخته می‌شود (متعاقب آن فلسفه مدرن، که حدوداً از عصر رنه دکارت آغاز گردیده و تا اواخر قرن نوزدهم تا اوایل قرن بیستم میلادی پایان می‌یابد).
همانند سایر رشته‌های آکادمیک، فلسفه نیز به‌طور فزاینده‌ای در قرن بیستم میلادی حرفه‌ای سازی شد و میان فیلسوفانی که خود را بخشی از سنت‌های «تحلیلی» یا «قاره‌ی» می‌پنداشتند انشعابی پدید آمد. با این حال، مناقشاتی در رابطه به این اصطلاحات و علل انشعاب و هم‌چنین میان فیلسوفانی که خود را پرکنندگان این شکاف می‌دانند، مانند طرفداران فلسفه پویشی و نوعمل‌گرایی، وجود داشته‌است. به علاوه، فلسفه در قرن بیستم میلادی به‌طور فزایندهٔ فنی گردیده و خواندن آن برای افراد غیر حرفهٔ مشکل‌تر شد.
انتشار کتاب «پژوهش‌های منطقی» اثر ادموند هوسرل در ۱۹۰۰–۱۹۰۱ و کتاب «مبانی ریاضیات» اثر برتراند راسل در ۱۹۰۳ به عنوان نقطه آغاز فلسفه قرن بیستم شناخته می‌شوند.

## فلسفه تحلیلی
فلسفه تحلیلی اصطلاحی کلی برای اشاره به سبکی از فلسفه است که در کشورهای انگلیسی‌زبان در قرن بیستم غالب بود. امروز در ایالات متحده، بریتانیا، کانادا، اسکاندیناوی، استرالیا و نیوزیلند بیش‌تر دپارتمنت‌های دانشگاهی، خود را به عنوان دپارتمنت‌های «تحلیلی» معرفی می‌کنند.

### معرفت‌شناسی
معرفت‌شناسی در سنت انگلیسی-آمریکایی با انتشار مقاله اِدموند گِتیه در ۱۹۶۳ میلادی تحت عنوان «آیا باور صادقِ موجه، دانش است؟» از بنیاد لرزانده شد. گتیه در این مقاله مثال‌های نقضی با فرمولاسیون سنتی دانش که به افلاطون برمی‌گردد ارایه نمود. واکنش‌های بسیاری نسبت به مسئله گتیه شکل گرفت که به‌طور عموم به دو دسته درون‌گرایان و برون‌گرایان تقسیم می‌گردند و کارهای فیلسوفانی چون آلوین گولدمن، «فرید دریتسکی» ، «دیوید مالیت آرمسترانگ» و آلوین پلانتینگا را شامل می‌شود.

### اثبات‌گرایی منطقی
اثبات‌گرایی منطقی (که بنام‌های تجربه‌گرایی منطقی، فلسفه علم و نو اثبات‌گرایی نیز شناخته می‌شود)، فلسفه‌ای است که تجربه‌گرایی، یعنی نظریه‌ای که می‌گوید شواهد مشاهده‌ای، ضروری دانش است را با نسخه‌ای از خردگرایی که ساخت‌ها و قیاس‌های ریاضیاتی و زبان‌شناسی منطقی در معرفت‌شناسی را با هم می‌آمیزد، ترکیب می‌نماید. حلقهٔ وین گروهی بود که این فلسفه را ترویج نمود.

### نوعمل‌گرایی
نوعمل‌گرایی که گاهی به آن عمل‌گرایی زبان‌شناختی نیز گفته می‌شود، یک اصطلاح فلسفی جدید برای فلسفه‌ای است که بیشتر مفاهیم عمل‌گرایی را مجدداً معرفی می‌نماید. لغت‌نامه فلسفه غربی بلک‌ول‏ (۲۰۰۴ میلادی) «نوعمل‌گرایی» را به قرار ذیل تعریف می‌کند: نسخهٔ پست‌مدرن از عمل‌گرایی که توسط فیلسوف آمریکایی ریچارد رورتی توسعه یافته و از نویسندگانی چون جان دیویی، مارتین هایدگر، ویلفرید سلارز، ویلارد کواین و ژاک دریدا الهام گرفته‌است. فلسفه نوعمل‌گرایی مفاهیم «حقیقت جهانی» ، «مبناگرایی معرفت‌شناختی» ، «بازنمایی‌گرایی» و مفهوم «عینیت معرفت‌شناختی» را طرد می‌کند. این فلسفه یک رویکرد نام‌گرا است که نمی‌پذیرد نوع‌های طبیعی و نشانه‌های زبان‌شناختی، دارای مفاهیم هستی‌شناختی باشند.

### فلسفه زبان معمولی
فلسفه زبان معمولی یک مکتب فلسفی است و به مسائل سنتی فلسفی که ریشه در سوء تفاهم ایجاد شده میان فیلسوفان به علت تحریف کلمات یا فراموش کردن این‌که کلمات در کاربرد روزمره واقعاً چه معنایی دارند، می‌پردازد. معمولاً در این رویکرد از «نظریات» فلسفی که توجه جدی به جزئیات کاربرد روزمره و «متعارف» زبان صورت نگرفته بود اجتناب صورت می‌گرفت. این فلسفه که بعضاً «فلسفه آکسفورد» نیز گفته می‌شود، به‌طور عموم با کار تعدادی از استادان آکسفورد در میانه قرن بیستم میلادی پیوند داده می‌شود: به‌خصوص جان لانگشاو آستین و همچنین گیلبرت رایل، اچ. ال. ای. هارت و پیتر استراوسن. لودویک ویتگنشتاین معروف‌ترین طرفدار فلسفه زبان متعارف خارج از حلقه آکسفورد است. شخصیت‌های نسل دوم شامل استنلی کاول و جان سرل می‌باشند.
- لودویک ویتگنشتاین: لودویک ویتگنشتاین یک فیلسوف زبان بود و آثار زیادی ازجمله «رساله منطقی و فلسفی» ،[ذ] «پژوهش‌های فلسفی»[ر] و «در باب یقین»[ز] به وی نسبت داده می‌شود. در این متون مفاهیم معنی، زبان و معرفت‌شناسی به بررسی گرفته شد. ویتگنشتاین در اثر خود «پژوهش‌های فلسفی» نظریه بازی زبانی خود را معرفی نمود که یکی از قابل‌توجه‌ترین آثار فلسفی ویتگنشتاین می‌باشد. بر اساس این فلسفه، زبان همانند یک بازی است و در هر بازی قواعدی وجود دارد که بازی را هدایت نموده و به بازیکن یاد می‌دهد که چگونه بازی کند. هرچند از نظر ویتگنشتاین قواعد زبان دارای صراحت بسیار اندکی بوده و معمولاً قابل ذکر نیستند.
- ساول کریپکه: «ساول ای. کریپکه»[ژ] یک فیلسوف زبان است که متونی چون «نام‌گذاری و ضرورت»[س] و دیگر متون را نوشت. در این متن، نظریه جهان‌های ممکن کریپکه و این‌که او چگونه می‌داند که چه چیزی از نقطه نظر شناسایی و نام‌گذاری برای دنیای واقعی ضروری است، معرفی می‌گردد.[۷][۸] وی هم‌چنین کتاب «ویتگنشتاین و قواعد و زبان خصوصی»[ش] را نوشت که یک قرائت جدید از «پژوهش‌های فلسفی» ویتنگشتاین را معرفی می‌کند. این قرائت وضوح بیشتری در مورد «پارداوکس شک‌گرا»[ص] ارائه می‌کند، این پارادوکس درمورد ضمانت و دلیلی که مردم براساس آن قواعد هرگونه بازی زبانی را تفسیر می‌کنند، سؤال می‌نماید. کریپکه این مسئله را با پرسیدن اینکه چرا یک فرد ممکن است «۶۸+۵۷» را به عنوان مسئله‌ای که مستلزم تابع «جمع» است تفسیر کند، به جای این که آن را با تابع ساختگی «quus» تفسیر کند که به این شکل تعریف می‌شود: اگر {\displaystyle x,y<57} آنگاه {\displaystyle x\oplus y=xtv} در غیر این صورت برابر ۵ است.[۹]
- ویلارد ون کواین:[ض] «ویلارد ون اورمان کواین»[ط] یک فیلسوف زبان بود و کارهای قابل‌توجهی پیرامون مفاهیم نام‌گذاری و رابطه نام، خصوصیت و آنچه نام‌گذاری می‌شود انجام داد. او مثال مشهور «!gavagai» را ارایه نمود تا مبهم بودن نامگذاری را تشریح نماید؛ اگر کسی بگوید «!gavagai» شخص دیگری که خرگوش را نمی‌شناسد نمی‌داند که متکلم به چه چیزی اشاره دارد. حتی با کمک اشاره کردن یا نشان دادن، شخصی که خرگوش را نمی‌شناسد ممکن است فکر کند که «!gavagai» به معنی یک قسمت بدن خرگوش مثل پنجه، گوش و … است. او این استدلال را می‌آورد تا تشریح نماید که هیچ نام‌گذاری غیر مبهم یا راهی که بتوان از یک زبان به زبان دیگر به‌صورت صحیح ترجمه نمود وجود ندارد. کواین همچنین نظریه «موزهٔ ایده‌ها» را بیان نموده و می‌گوید که هر شخص به مجموعه‌ای از مفاهیم دسترسی دارد که فرایند نام‌گذاری و روابط حقیقت که ما با دنیا ایجاد نموده‌ایم را شکل می‌دهد. کواین دو نظریه جزم اندیشی تجربه‌گرایی که شامل تحلیلی و ترکیبی[ظ] می‌باشد را تنها برای نشان دادن نسبی‌گرایی خود و تضعیف ایده‌های تجربه‌گرایی ارایه نموده‌است.[۱۰]

## فلسفه قاره
فلسفه قاره‌ی، در کاربرد معاصر، به‌مجموعهٔ از سنت‌ها در فلسفهٔ قرون ۱۹ و ۲۰ میلادی در قارهٔ اروپا گفته می‌شود. این اصطلاح نخستین بار توسط فیلسوفان انگلیسی زبان در نیمهٔ دوم قرن ۲۰ میلادی، به‌منظور اشاره به حوزهٔ اندیشمندان و سنت‌های خارج از جنبش تحلیلی به کار رفت. فلسفه قاره‌ای شامل جنبش‌های فلسفی ذیل می‌باشد: ایده‌آلیسم آلمانی، پدیدارشناسی، اگزیستانسیالیسم (افکار مقدم بر آن مانند افکار سورن کی‌یرکگور و نیچه)، هرمنوتیک، ساختارگرایی، پساساختارگرایی، فمینیسم فرانسوی، نظریه انتقادی مکتب فرانکفورت و شاخه‌های مرتبط با مارکسیسم غربی و نظریه آسیب‌شناسی روانی.

## کتابشناسی
- Critchley, Simon (2001). Continental Philosophy: A Very Short Introduction. Oxford; New York: Oxford University Press. ISBN 978-0-19-285359-2.
- Glendinning, Simon (2006). The idea of continental philosophy: a philosophical chronicle. Edinburgh: Edinburgh University Press Ltd.